# Birgitta Ahlborg
Birgitta Ahlborg, född 4 februari 1941 i Stockholm, är en svensk sjukhustandläkare.
Hon tog tandläkareexamen 1964 och arbetade som distriktstandläkare i Solna 1965-1966, i Storfors 1966-1968, i Skärblacka 1969-1970, i Boden 1970-1974. Hon var barnledig 1966, 1968, 1972 och 1975. 1974 blev hon sjukhustandläkare i Boden.
Hon är dotter till Gösta Dahlström och Greta, född Forsslund. Hon gifte sig 1964 med övertandläkaren Göran Ahlborg, född 1941, son till Gustaf (Gösta) Ahlborg och Gertrud, född Bergström.